# Mongoloraphidia josifovi
Mongoloraphidia josifovi là một loài côn trùng trong họ Raphidiidae thuộc bộ Raphidioptera. Loài này được Popov miêu tả năm 1974.